# Абтсвинд
Абтсвинд (њем. Abtswind) град је у њемачкој савезној држави Баварска. Једно је од 31 општинског средишта округа Кицинген. Према процјени из 2010. у граду је живјело 828 становника. Посједује регионалну шифру (AGS) 9675111.

## Географија
Абтсвинд се налази у савезној држави Баварска у округу Кицинген. Град се налази на надморској висини од 291 метра. Површина општине износи 12,8 km².

## Становништво
У самом граду је, према процјени из 2010. године, живјело 828 становника. Просјечна густина становништва износи 65 становника/km².